# Groß-Gerau (stad)
Groß-Gerau is een gemeente in de Duitse deelstaat Hessen. Het is de Kreisstadt van de Kreis Groß-Gerau. De stad telt 25.685 inwoners.

## Geografie
Groß-Gerau heeft een oppervlakte van 54,47 km² en ligt in het centrum van Duitsland, iets ten westen van het geografisch middelpunt.
Het is de zusterstad van Tielt (een gemeente in West-Vlaanderen (België)).

## Delen van Groß-Gerau
- Berkach
- Dornberg
- Dornheim
- Auf Esch
- Groß-Gerau
- Wallerstädten

## Partnersteden
Sinds 2000 heeft Groß-Gerau vier partnersteden in Europa:
- Szamotuły
- Bruneck (Brunico) in Zuid-Tirol
- Brignoles
- Tielt

Biebesheim am Rhein ·
Bischofsheim ·
Büttelborn ·
Gernsheim ·
Ginsheim-Gustavsburg ·
Groß-Gerau ·
Kelsterbach ·
Mörfelden-Walldorf ·
Nauheim ·
Raunheim ·
Riedstadt ·
Rüsselsheim am Main ·
Stockstadt am Rhein ·
Trebur